# Sebastian Kowalczyk (cestista)
Sebastian Kowalczyk (Sieradz, 25 marzo 1993) è un cestista polacco.